# Europe in the Raw
Europe in the Raw és una pel·lícula documental nord-americana de 1963 escrita i dirigida per Russ Meyer. La pel·lícula es va estrenar el 28 de març de 1963.

## Repartiment
- Veronique Gabriel
- Gigi La Touche
- Abundavita
- Denise Du Vall
- Heide Richter
- Yvette Le Grand
- Greta Thorwald
- Shawn Devereaux
- Franklin L. Thistle

## Producció
Meyer va rodar la pel·lícula a Europa després de completar la seva adaptació de Fanny Hill. Segons Roger Ebert, Meyer "va amagar una càmera de 16 mm en una maleta i va obtenir imatges als barris roigs de París, Amsterdam i altres llocs". Més tard, Meyer va sentir que la càmera de la maleta era incòmoda i difícil d'utilitzar, i que no recomanaria tornar a fer una pel·lícula d'aquesta manera."